# 德波爾托利·普蒂有限公司
德波爾托利·普蒂有限公司是一間著名的葡萄酒供應商，位於澳洲的新南威爾士，由韋托里奧·德波爾托利於1928年創立，現時該公司由德波爾托利家族的第三代傳人打理。